# Pedana
Pedana är en ort i Indien.   Den ligger i distriktet Krishna och delstaten Andhra Pradesh, i den södra delen av landet, 1 400 km söder om huvudstaden New Delhi. Pedana ligger 13 meter över havet och antalet invånare är 30 252.
Terrängen runt Pedana är mycket platt. Runt Pedana är det tätbefolkat, med 530 invånare per kvadratkilometer. Närmaste större samhälle är Machilipatnam, 7,6 km söder om Pedana. Trakten runt Pedana består till största delen av jordbruksmark.